# Маккайла Мэттьюс
Маккайла Мэттьюс (англ. McKayla Matthews, род. 4 августа 1979 или 4 сентября 1979, Бристол) — американская порноактриса, лауреат премии AVN Awards.

## Биография
Родилась 4 августа 1979 года в Бристоле. Дебютировала в порноиндустрии в 1999, в возрасте около 20 лет. В начале карьеры снялась в четырёх фильмах после знакомства с Алишей Класс, которая была танцовщицей в клубе, где работала Маккайла. Класс рекрутировала Мэттьюс, и та начала работать по контракту с Сеймором Баттсом. Её первым фильмом для Баттса стал Thighs Wide Open, где у неё была сцена двойного проникновения с Хершелом Сэваджем и Тайсом Бьюном.
В 2001 году была номинирована на AVN Awards как лучшая новая старлетка, а также победила в номинации «лучшая групповая сцена» с фильмом Mission to Uranus вместе с Алишей Класс и Hakan Serbes.
Кроме съёмок у Сеймора Баттса также немного снималась для студий Evil Angel, GM Video, Metro, Odyssey, Pleasure Productions, Pure Play Media, United Nathan и VCA.
Ушла из индустрии в 2004 году, снявшись в 40 фильмах.

## Награды и номинации
| Год  | Премия    | Категория                            | Фильм                                        | Сономинанты                           | Результат |
| ---- | --------- | ------------------------------------ | -------------------------------------------- | ------------------------------------- | --------- |
| 2001 | AVN Award | Лучшая новая старлетка               | -                                            | -                                     | номинация |
| 2001 | AVN Award | Лучшая сцена анального секса — видео | The Gapes of Wrath (2000), реж. Сеймор Баттс | Хершел Сэвадж, Tyce Bune и Марк Дэвис | номинация |
| 2001 | AVN Award | Лучшая групповая сцена               | Mission to Uranus (2000), реж. Сеймор Баттс  | Алиша Класс и Hakan Serbes            | победа    |

## Избранная фильмография
- The Gapes of Wrath (2000)
- Mission to Uranus (2000)